# Ptolomeo Cerauno
Ptolomeo Cerauno (Keraunos, "el rayo") (c.320/319 a. C. - 279 a. C.) fue rey de Macedonia desde 281 a. C. hasta 279 a. C.
Fue el primogénito de Ptolomeo I Sóter (soberano de Egipto) y su segunda esposa Eurídice (hija de Antípatro). Su hermano pequeño Ptolomeo II llegó a ser el heredero, y en 282, el nuevo faraón. Ptolomeo Cerauno dejó Egipto y acudió a la Corte de Lisímaco, El Rey De Tracia. Arsinoe II de Egipto, medio hermana de Cerauno, se casó con Lisímaco.
Mientras estaba en la Corte de Lisímaco, Cerauno se puso del lado de su hermana en las intrigas de la Corte, y la acompañó a la Corte de Seleuco para pedir ayuda. Poco después, viendo una oportunidad para intervenir para su propio beneficio en la situación política de los reinos helenísticos, preparó una expedición contra Lisímaco.
Después de que Lisímaco es derrotado y muerto por Seleuco I en la batalla de Curupedión en 281, Ptolomeo Cerauno asesina a Seleuco y hace una alianza con Pirro de Epiro. Cerauno le pide a su hermana Arsínoe que se case con él, y después de la ceremonia mata a los dos hijos de Arsínoe. Esta huye a Egipto y se casa con su otro hermano Ptolomeo II Filadelfos.
Ptolomeo vence a Antígono Gónatas y consigue Macedonia, pero muere en una batalla contra los gálatas en 279 a. C.